# Saint-Symphorien-de-Mahun
Saint-Symphorien-de-Mahun är en kommun i departementet Ardèche i regionen Auvergne-Rhône-Alpes i sydöstra Frankrike. Kommunen ligger  i kantonen Satillieu som ligger i arrondissementet Tournon-sur-Rhône. År 2022 hade Saint-Symphorien-de-Mahun 117 invånare.

## Befolkningsutveckling
Antalet invånare i kommunen Saint-Symphorien-de-Mahun
Referens: INSEE